# Nossa Senhora das Neves
Nossa Senhora das Neves es una freguesia portuguesa del concelho de Beja, con 53,03 km² de superficie y 1.895 habitantes (2001). Su densidad de población es de 35,7 hab/km².